# Красногорський (Челябінська область)
Красногорський (рос. Красногорский) — робітниче селище у Єманжелинському районі Челябінської області Російської Федерації.
Входить до складу муніципального утворення Красногорське міське поселення. Населення становить 12 575 осіб (2017).

## Історія
Від 1931 року належить до Єманжелинського району Челябінської області.
Згідно із законом від 28 жовтня 2004 року органом місцевого самоврядування є Красногорське міське поселення.

## Населення
| 1959    | 1970    | 1979    | 1989    | 2002    | 2005    | 2006    |
| ------- | ------- | ------- | ------- | ------- | ------- | ------- |
| 13 073  | ↗14 385 | ↗14 395 | ↗15 393 | ↘13 702 | ↗13 975 | ↗14 182 |
| 2007    | 2008    | 2009    | 2010    | 2011    | 2012    | 2013    |
| ↘13 684 | ↘13 575 | ↗13 997 | ↘13 624 | ↗13 633 | ↗13 673 | ↘13 528 |
| 2014    | 2015    | 2016    | 2017    |         |         |         |
| ↘13 307 | ↘13 159 | ↘12 915 | ↘12 575 |         |         |         |